# Pseudalastor superbus
Pseudalastor superbus är en stekelart som beskrevs av Giordani Soika 1977. Pseudalastor superbus ingår i släktet Pseudalastor och familjen Eumenidae. Inga underarter finns listade i Catalogue of Life.